# Taphozous hilli
Taphozous hilli (Kitchener, 1980) è un pipistrello della famiglia degli Emballonuridi endemico dell'Australia.

## Descrizione

### Dimensioni
Pipistrello di medie dimensioni, con la lunghezza della testa e del corpo tra 65 e 81 mm, la lunghezza dell'avambraccio tra 61 e 72 mm, la lunghezza della coda tra 23,9 e 37,7 mm, la lunghezza del piede tra 10,7 e 14,3 mm, la lunghezza delle orecchie tra 18 e 24 mm e un peso fino a 29 g.

### Aspetto
La pelliccia è corta. Le parti dorsali sono marrone brillante, mentre le parti ventrali sono leggermente più chiare. La testa è relativamente piatta e triangolare, il muso è conico, con una depressione tra gli occhi, privo di peli e con una sacca golare poco sviluppata nei maschi, assente nelle femmine. Il labbro inferiore è attraversato da un solco longitudinale superficiale. Gli occhi sono relativamente grandi. Le orecchie sono triangolari con la punta smussata, rivolte all'indietro, separate tra loro, con diverse pieghe sulla superficie interna del padiglione auricolare. Il trago è corto, largo e con l'estremità leggermente arrotondata, mentre l'antitrago è lungo, semi-circolare e si estende quasi fino all'angolo posteriore della bocca. Le membrane alari sono lunghe e strette. È presente una sacca ghiandolare tra l'avambraccio ed il primo metacarpo. La coda è lunga e fuoriesce dall'uropatagio a circa metà della sua lunghezza. Il calcar è lungo.

## Biologia

### Comportamento
Si rifugia nelle fenditure rocciose, grotte e miniere abbandonate.

### Alimentazione
Si nutre di insetti.

### Riproduzione
Danno alla luce un piccolo alla volta l'anno.

## Distribuzione e habitat
Questa specie è diffusa nelle zone più aride dell'Australia centrale ed occidentale.
Vive nelle zone aride ma è meno comune nei deserti sabbiosi.

## Conservazione
La IUCN Red List, considerato il vasto areale, la tolleranza a diversi tipi di habitat e la popolazione presumibilmente numerosa, classifica T.hilli come specie a rischio minimo (Least Concern)).